# S (латиниця)
S («ес») — 19-а літера латинського алфавіту, присутня в усіх графічних системах на його основі. Її слід відрізняти від кириличної Ѕ з аналогічним накресленням, але іншим фонетичним значенням.

## Історія
До початку XIX століття існувала альтернативна форма цієї букви — ſ, що називалася «довга s» або «серединна s» й уживалася на початку й у середині слова. Іноді «довга s» виглядала як маленький знак інтеграла (що від неї й походить). Сучасна форма s («округла s» або «кінцева s») уживалася тільки наприкінці слів. Від цього розходження відмовилися, оскільки ſ була схожа на f. Лігатура ſs (або ſz) стала літерою ß у німецькій мові.

## Вимова
Буква вимовляється звичайно як с, рідше як з (наприклад, у німецькій і італійських мовах); у деяких мовах може вимовлятися як ш (наприклад в угорській і німецькій мовах(перед 'p' i 't'), не вимовлятися, і т. д.

## Способи кодування
В системі Unicode велика S має код U+0053 , а мала s — U+0073.
Код ASCII для великої S — 83, для малої s — 115; або у двійковій системі 01010011 та 01110011 відповідно.
Код EBCDIC для великої S — 226, для малої s — 162.
NCR код HTML та XML — «S» та «s» для великої та малої літер відповідно.

## Цікаві факти
На Всеукраїнській Конфренції в справі упорядкування українського правопису 1927 року висовувалася пропозиція передавати літерою s дзвінкий заясенний африкат [d͡ʒ], для позначення якого завжди використовувалося сполучення дж.
| Фонетичний алфавіт НАТО   | Фонетичний алфавіт НАТО | код Морзе                      | код Морзе    |
| Sierra                    | Sierra                  | ···                            | ···          |
|                           |                         |                                | ⠎            |
| Морський прапорний сигнал | Семафорна абетка        | Американська мова жестів (ASL) | Шрифт Брайля |